# Dufourea macswaini
Dufourea macswaini là một loài Hymenoptera trong họ Halictidae. Loài này được Bohart mô tả khoa học năm 1969.